# 莱夫·安德松
莱夫·安德松（瑞典語：Leif Andersson，1961年4月26日—），瑞典男子冬季两项运动员。他曾代表瑞典参加1984年、1988年、1992年和1994年冬季奥林匹克运动会冬季两项比赛，获得一枚铜牌。